# Friedrich Süß
Friedrich Süß (* nach 1250; † 1335 in Niederaltaich) war ein  Benediktiner und von 1317 bis 1322 Abt der Abtei Niederaltaich.
Das Hauptaugenmerk von Friederich Süß galt der Förderung der Wirtschaft des Klosters, indem er sich 1319 dessen Besitzungen und Privilegien bestätigen ließ und 1321 das Brau- und Schankrecht für Niederaltaich und Rinchnach erwirkte. Die regelmäßig vom Hochwasser bedrohte Stadt Vilshofen sicherte er durch die Errichtung einer Schutzmauer. Im Gegenzug verzichtete Vilshofen auf die Zahlung des Straßen- und Brückenzolls für das Kloster. Ferner ordnete er das Krankenwesen des Klosters, indem er die Besitzungen der Infirmerie neuordnete.
Abt Friedrich trat 1322 nach nur fünfjähriger Amtszeit zugunsten von Ruger von Degenberg zurück. Er verstarb 1335.